# Articulation sacro-iliaque

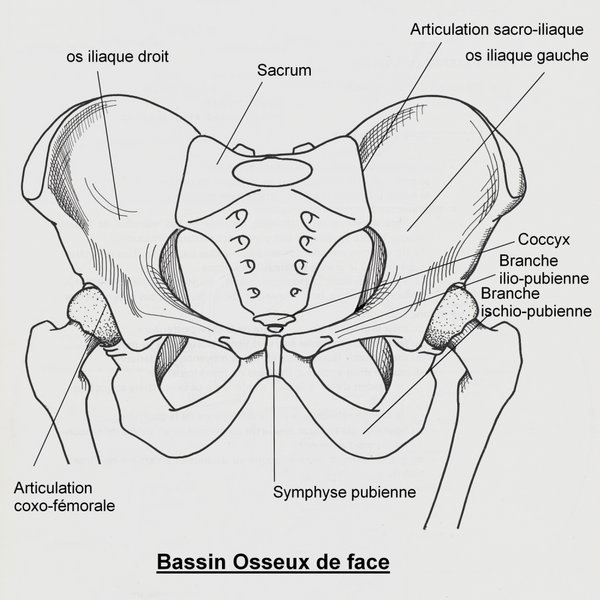
Situation du sacrum dans le bassin osseux.

L'articulation sacro-iliaque est l'articulation plane paire qui relie le sacrum avec les deux os coxaux.

## Description

### Surfaces articulaires
L'articulation sacro-iliaque est constituées de deux surfaces articulaires : la surface auriculaire de l'os sacrum et la surface auriculaire de l'ilion.
Les deux surfaces sont plus ou moins ondulées et recouvertes à la fois de cartilage hyalin en profondeur et de fibrocartilage en surface, le revêtement étant plus épais sur le sacrum (3 mm) que sur l'ilium (0,5 mm). Elles sont en forme de croissant se répondant l'une à l'autre.
La surface auriculaire de l'ilion est située sur la face sacro-pelvienne de l'ilion en arrière de la fosse iliaque interne et sous la tubérosité ischiatique. Elle se présente globalement comme un rail plein.
La surface auriculaire du sacrum est située sur la partie supérieure du bord latéral du sacrum au niveau des deux premières vertèbres sacrées et de la partie supérieure de la troisième. Elle se présente globalement comme un rail creux orienté en dehors et légèrement en bas et en arrière.

### Ligaments
Les ligaments de l'articulation sacro-iliaque sont constitués de la capsule articulaire renforcée par un ensemble de ligaments disposé en plusieurs plans :
- un plan profond comprenant le ligament sacro-iliaque interosseux,
- un plan inter-articulaire s'insérant sur les vertèbres sacrées constitué des ligaments sacro-iliaques postérieur et antérieur.

Et plus à distance les ligaments ilio-lombaire, sacro-tubéral et sacro-épineux.

#### Capsule articulaire
La capsule articulaire est courte et dense.

#### Ligament sacro-iliaque interosseux
Le ligament sacro-iliaque interosseux s'insère latéralement sur la pyramide de Farabeuf et médialement en arrière de la surface auriculaire du sacrum.
Son ace est l'axe des mouvements de nutation du sacrum sur l'os coxal.

#### Ligaments sacro-iliaques
Les ligaments sacro-iliaques comprennent le ligament sacro-iliaque postérieur et le ligament sacro-iliaque antérieur.

##### Ligament sacro-iliaque postérieur
Le ligament sacro-iliaque postérieur est puissant est constitué de deux plans ligamentaires :
- un plan superficiel constitué de deux ou trois ligaments ilio-articulaires entre la tubérosité iliaque et la crête sacrale médiane,
- un plan moyen constitué de quatre ligaments ilio-transversaires entre la tubérosité iliaque et la crête sacrale latérale.

Celui situé le plus haut nommé ligament ilio-transversaire sacré  se positionne entre l'extrémité postérieure de la crête iliaque et la première apophyse transverse sacrée. Les trois autres sont nommés ligaments ilio-transversaires conjugués.
Le deuxième est également nommé ligament de Zaglas.
Le quatrième est également nommé ligament sacro-épineux de Bichat ou ligament sacro-iliaque postérieur vertical long de Fick.
La littérature considère parfois le ligament sacro-iliaque interosseux comme un troisième plan profond du ligament sacro-iliaque postérieur.

##### Ligament sacro-iliaque antérieur
Le ligament sacro-iliaque antérieur est une mince bande fibreuse qui relie la base et la face antérieure du sacrum latéralement aux trois premiers foramens sacrés antérieurs à la partie postérieure de la ligne arquée de l'ilion et à la surface osseuse située au-dessus de la grande incisure ischiatique.
Il est renforcé dans sa partie inférieure par le ligament sacro-iliaque antéro-inférieur et dans sa partie supérieure par le ligament sacro-iliaque antéro-supérieur. Ces deux renforcements jouent le rôle de frein de nutation.

#### Ligament ilio-lombaire
À l'arrière le ligament ilio-lombaire tendu entre la crête iliaque et les apophyses transverses des deux dernières vertèbres lombaires contribue à la consolidation de l'articulation.

#### Ligament sacro-tubéral
À l'avant l'articulation est consolidée par le ligament sacro-tubéral (ou grand ligament sacro-sciatique) qui est une large bande fibreuse qui s'insère médialement sur l'épine iliaque postérieure et inférieure et sur l'épine iliaque postérieure et supérieure, sur la partie adjacente à ces épines de la fosse iliaque, sur le bord latéral du sacrum et des premières vertèbres coccygiennes.
Latéralement, il se fixe sur le bord médial de la tubérosité ischiatique et par son processus falciforme au bord médial du corps de l'ischion.

#### Ligament sacro-épineux
La face avant du ligament sacro tubéral et surcroisé par une mince lame fibreuse triangulaire formant le ligament sacro-épineux (ou petit ligament sacro-sciatique). Il s’insère entre les bords latéraux du sacrum et du coccyx et le sommet de l'épine ischiatique.
Il est recouvert à l'avant par le muscle coccygien.

## Anatomie fonctionnelle
L'articulation sacro-iliaque est peu mobile. Mais elle est le siège de la nutation et de la contre-nutation du sacrum. La nutation est le basculement entre les deux os coxaux du sacrum qui éloigne le coccyx vers l'arrière, la contre-nutation étant le mouvement inverse.
Ces mouvements sont minimes dans la vie courante et sont particulièrement intéressants pour l'accouchement car ils modifient le volume du petit et du grand bassin permettant le passage du bébé dans le bassin (engagement par franchissement du détroit supérieur) puis l'expulsion.